# إسبودومين
الإسبودومين (Spodumene) عبارة عن معدن بيروكسين يتألف من إينوسيليكات الليثيوم والألومنيوم، وله الصيغة العامة LiAl(SiO3)2، ويعد مصدراً لليثيوم.
يوجد في الطبيعة على شكل لورات عديمة اللون أو صفراء أو قرمزية أو ليلكية، كما ييوجد على شكل بلورات هيدينيت صفراء مخضرة أو خضراء زمردية. تكون البلورات عادة على شكل موشورات كبيرة الحجم. على سبيل المثال، عثر على بلورات أحادية من الإسبودومين طولها 14.3 متر في التلال السوداء في ولاية داكوتا الجنوبية الأمريكية.
إن النمط ألفا من الإسبودومين عند درحات الحرارة المنخفضة يكون على شكل نظام بلوري أحادي الميل، في حين أنه عند درجات حرارة مرتفعة يكون على النمط بيتا والذي يتبلور على شكل نظام بلوري رباعي. يتحول الإسبودومين من النمط ألفا إلى النمط بيتا عند درجات حرارة تتجاوز 900 °س.

## الاكتشاف والوفرة
وصف الإسبودومين لأول مرة علم 1800 في الموقع الجيولوجي في جزيرة أوتو السويدية. سمّي هذا المعدن باسسم إسبودومين من الإغريقية σποδυμενος (إسبودومينوس) يمعنى محترق إلى الرماد وذلك للإشارة إلى مظهر المادة الرمادي المعتم المستخدم في الصناعة.
يتوافر الإسبودومين في البغماتيت و الأبليت الغرانيتي الغني بالليثيوم، وذلك مترافقاً مع معادن أخرى مثل المرو (الكوارتز) والألبيت والأوكروبتيت والليبيدوليت والبيريل.

## الإنتاج
استخدم النمط الشفاف عديم اللون كحجر كريم وتحويراته من الكونزيت والهيدينيت وذلك نتيجة التغير اللوني pleochroism الذي يمتلكه.
يوجد الإسبودومين في عدة مواقع منها في أفغانستان وباكستان وأستراليا والبرازيل ومدغشقر وكندا وفي الولايات المتحدة الأمريكية.
يعد الإسبودومين مصدراً مهماً لفلز الليثيوم، حيث ينتج منه حوالي 80 ألف طن متري. يقدّر احتياطي الإسبودومين في منجم غرين بوشز Greenbushes في أستراليا الغربية بحوالي 30 مليون طن.

## الأشكال
يوجد الإسبودومين على شكلين كحجر كريم وهما هيدينيت وكونزيت.

### الهيدينيت
الهيدينيت عبارة عن حجر كريم له لون أخضر زمردي. هذا اللون الأخضر يأتي من فلز الكروم مثل الزمرد.

### الكونزيت
الكونزيت عبارة عن حجر كريم به لون زهري أو ليلكي. وهو صنف من الإسبودومين عند وجود كميات نزيرة من المنغنيز في تركيبه. يفقد الكونزيت عادة من بريقه عند تعرضه لأشعة الشمس.
يسمّى الحجر باسم الكونزيت نسبة إلى مكتشف المعادن جورج فريدرك كونز George Frederick Kunz.

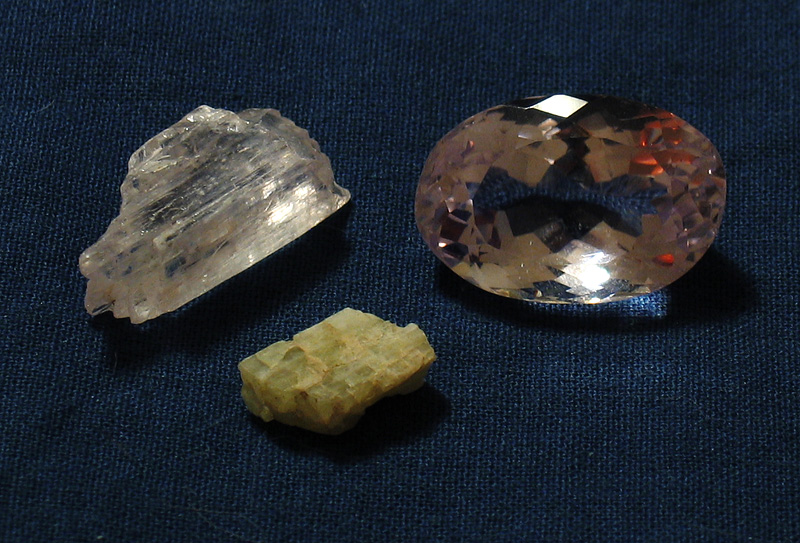
بلورة كونزيت شفافة (في أعلى اليسار)، كونزيت زهري شاحب مصقول (أعلى اليمين)، وبلورة هينداتيت خضراء (في الأسفل)